# Skräck
Skräck är en vid genre som innehåller allt från terror till horror, som är två subgenrer inom denna litteratur, dock med varsitt syfte. Den ena är till för de mera blodiga, lemlästande skräckhistorierna och den andra för de mer djupgående psykologiska, melankoliska skräckhistorierna. 
Genren skräck innehåller så mycket mer än vad man kanske inser. Med en viss klassificering förväntar vi oss vissa egenskaper från det vi antingen ser eller läser. Det är vissa egenskaper som är utlovade till oss. Beroende på vad det är för del ur skräckgenren som vi kommer i kontakt med så förväntar vi oss något visst från den. Något som våra dagliga liv inte på samma sätt kan ge oss. Den där speciella kicken, den kvarvarande minnesbilden, den där isande känslan nerför ryggraden, det bultande hjärtat och känslan av att man kanske inte är så ensam som man tror. Vissa av dessa saker bär vi med oss längre, vi talar om det med våra bekanta, sprider det vidare. Det är så historier håller sig vid liv. Att berätta historier är ju trots allt en muntlig tradition också, vare sig det är spökhistorier eller folksagor. Skräckgenren spelar på vår rädsla för det okända, för det vi inte förstår, för det vi inte kan se
Skräckgenren skildrar oftast en människas, eller en grupp människors, rädsla för något livsfarligt - antingen något naturligt som en galen mördare, eller något övernaturligt som en vampyr eller varulv. Många forskare har definierat skräckgenren utifrån gestaltningen av något främmande och monstruöst. Det finns undantag från reglerna. Det finns vissa historier som är svåra att placera i en specifik kategori inom skräckgenren, till och med historier som är svåra att placera bara inom skräck.

## Drama
Den första kulturella företeelse man vet tillskrivits förmågan att skrämma är den grekiska tragedin. Aristoteles skriver i sin poetik att tragedin bland annat syftar till att väcka fruktan (φοιβος), och många element inom genren är våldsamma och övernaturliga.

## Film
Huvudartikel: Skräckfilm
De tidigaste utpräglade skräckfilmerna gjordes av tyska filmskapare på 1910- och 1920-talen. Sedan dess har genren utvecklats av regissörer som Alfred Hitchcock, Roman Polanski, Stanley Kubrick och Dario Argento.
Några av de mest förekommande elementen i dagens skräckfilmer inkluderar vampyrer, zombier (och andra former av återuppväckta lik), varulvar, uråldriga förbannelser, spöken, demoner och/eller demonisk besittning, satanism, onda barn, mördare, ondskefulla djur, ting såsom dockor givna liv med hjälp av svart magi eller vetenskap, spökhus, kannibaler, och illvilliga utomjordingar. Thrillerfilmer om seriemördare brukar ibland anses vara en del av skräckgenren.
Genrerna science fiction och fantasy är närbesläktade med skräcken. Framför allt fantasyn och skräcken där det främmande, okända eller annorlunda ofta är något som på ena eller andra sättet härrör från något övernaturligt. Den största skillnaden mellan de tre genrerna är dock att: 
- SF vill knyta an till framtida teorier som faktiskt skulle kunna vara möjliga inom en snar framtid. Om det nu skulle finnas övernaturliga inslag i en SF-historia så ska det på något sätt kunna förklaras av vetenskapliga teorier.
- Fantasyn, där de övernaturliga inslagen kan nog vara skrämmande men oftast är de bara annorlunda. Magin är här något magiskt och betryggande, på ett eller annat sätt blir det förklarat varför den fungerar som den gör.
- Skräcken och andra sidan är något helt annorlunda på den punkten. Det övernaturliga, eller magiska, är här något skrämmande, något som inte går att förklara.

Clive Barker är en av de författare och filmregissörer som gjort mycket för skräckfilmens utveckling från det banala till den mer fantastiska men ändå trovärdiga skräck han presenterar i filmer som Hellraiser, Nightbreed, Candyman och Lord of Illusions. 
Specifika berättelser och figurer, ofta från klassisk litteratur, har också visat sig vara populära, och har inspirerat till många uppföljare, nyinspelningar och efterapningar. Dessa inkluderar romanerna Dracula, Frankenstein och Dr. Jekyll och Mr. Hyde, samt mumien i filmen Mumien vaknar och filmen Varulven.

## Några klassiska verk
- The Raven - Edgar Allan Poe
- Borgen i Otranto - Horace Walpole
- Dracula - Bram Stoker
- The Monk - Matthew G. Lewis

## Övrigt
Ordet syftar oftast på en kulturell genre som bland annat uttrycks i muntlig tradition, litteratur, film, datorspel och tecknade serier.